# Rhagoletis conversa
Rhagoletis conversa är en tvåvingeart som först beskrevs av Brethes 1919.  Rhagoletis conversa ingår i släktet Rhagoletis och familjen borrflugor. Inga underarter finns listade i Catalogue of Life.